# Johann Heinrich Christian Nonne

Johann Heinrich Christian Nonne

Johann Heinrich Christian Nonne (* 26. August 1785 in Lippstadt; † 29. April 1853 in Schwelm) war ein deutscher evangelischer Theologe und Dichter.

## Leben
Johann Heinrich Christian Nonne war der Sohn des Gymnasiallehrers Johann Gottfried Christian Nonne (1749–1821) und seiner Frau Sophie Rumpaeus. Er wuchs in Duisburg auf, wo sein Vater ab 1796 als Direktor des Gymnasiums wirkte. Nach dem Abitur auf diesem Gymnasium 1803 studierte er Evangelische Theologie an der Alten Universität Duisburg.
1808 wurde Nonne Pfarrer in Drevenack (Rheinland). 1815 wechselte er in die lutherische Gemeinde in Schwelm. Von 1831 bis 1834 war er nebenamtlich Präses der märkischen, von 1835 bis 1841 der westfälischen Provinzialsynode. Am 31. Januar 1852 trat er in den Ruhestand.
Nonne blieb zeit seines Lebens unverheiratet.

## Wirken
Neben seinen umfangreichen Tätigkeiten als Geistlicher in der Gemeinde bzw. im kirchenleitenden Bereich verfasste Nonne Andachtslieder für die Jugend und an Johann Gaudenz von Salis-Seewis, Friedrich von Matthisson und Friedrich Adolf Krummacher geschulte Natur- und religiöse Lyrik. Er versuchte poetisches Wort zu volkserzieherischen Zwecken im staatstragenden Sinn einzusetzen. Den Text des später als Studentenlied beliebten Flamme empor dichtete er 1814 zum ersten Jahrestag der Völkerschlacht von Leipzig.
Gemeinsam mit dem Elseyer Pfarrer Wilhelm Hülsemann war er die treibende Kraft für die Zusammenstellung eines gemeinsamen Gesangbuchs der Gemeinden der Grafschaft Mark, aus dem das rheinisch-westfälische Provinzialgesangbuch von 1835 hervorging.

## Ehrungen

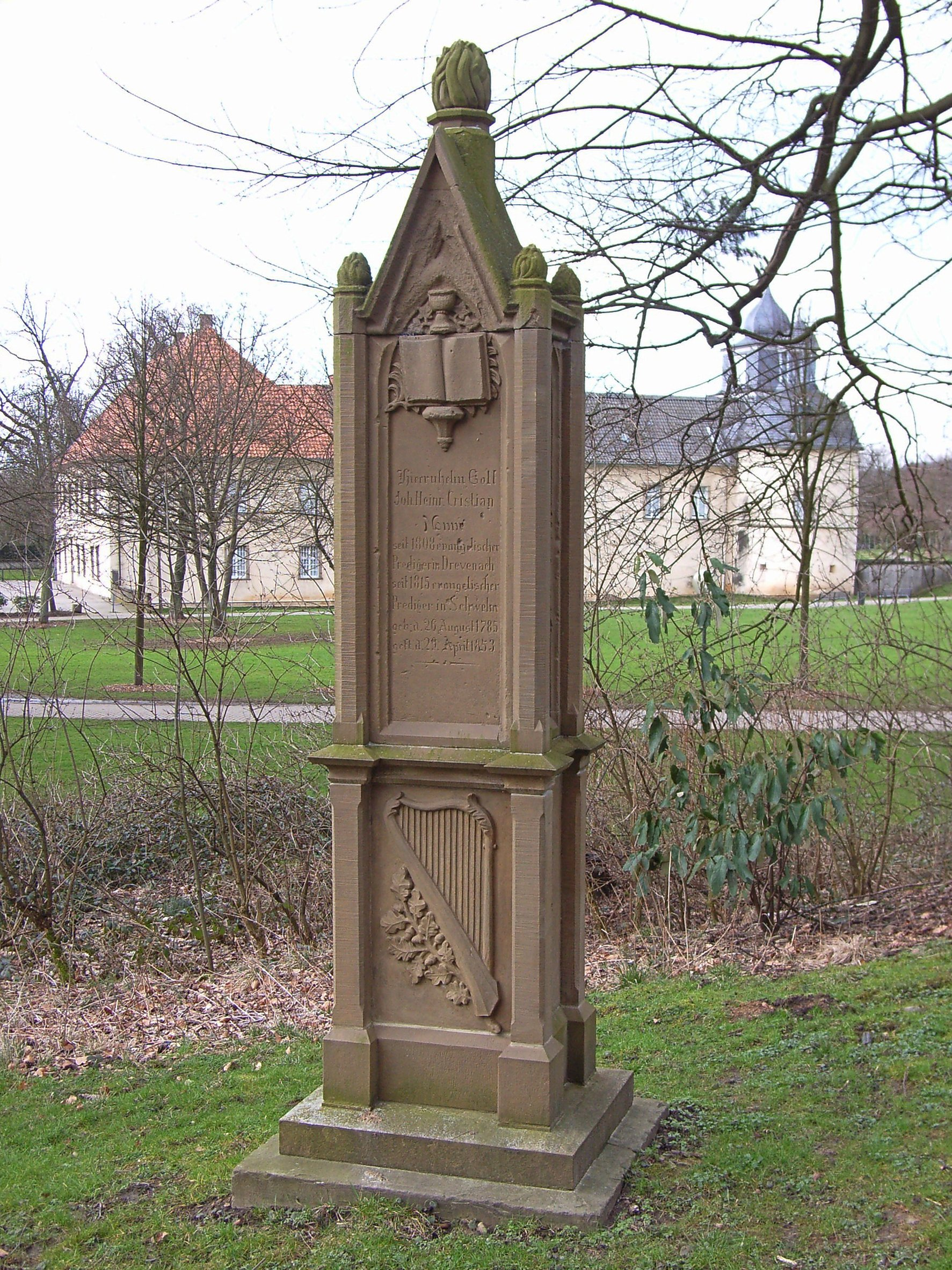
Nonne-Denkmal in Schwelm

In Schwelm wurde die Pastor-Nonne-Straße nach Nonne benannt. 2003 wurde sein ehemaliger Grabstein im Park des Hauses Martfeld als Denkmal aufgestellt.

## Schriften (Auswahl)
- Wanderungen durch Duisburgs Fluren. Bädeker, Duisburg/Essen 1808.
- Vermischte Gedichte und Parabeln. Bädeker, Duisburg/Essen 1815.
- Christus, der Weg, die Wahrheit und das Leben oder Catechismus in biblischer Direktion. Scherz, Schwelm 1824.
- Des Pfarrers Harfenspiel. Bädeker, Essen 1840.
- Vesperklänge. Aufsätze und Gedichte aus dem literarischen Nachlaß. Scherz, Schwelm 1853